# Orange (Australië)
Orange is een plaats in New South Wales, Australië, de hoofdplaats van het bestuurlijk gebied City of Orange. De stad is gesticht in 1846, en vernoemd naar Willem II der Nederlanden.
De stad ligt zo'n 250 kilometer westelijk van Sydney. Er wonen zo'n 31.500 mensen. De voornaamste bedrijfstakken zijn landbouw (en dan met name fruitteelt), mijnbouw, gezondheidszorg en onderwijs.

## Partnersteden
- Mount Hagen, Papoea-Nieuw-Guinea sinds 1985
- Timaru, Nieuw-Zeeland sinds 1986
- Ushiku, Japan sinds 1990

## Geboren in Orange
- Banjo Paterson (1864 - 1941), dichter
- Charles McMurtrie (1878 - 1951), rugbyspeler
- Mark Furze (1986), acteur
- Nathan Burns (1988), voetballer
- Timothy Guy (1989), wielrenner

Albury ·
Armidale ·
Bathurst ·
Blue Mountains ·
Broken Hill ·
Cessnock ·
Coffs Harbour ·
Dubbo ·
Gosford ·
Goulburn ·
Grafton ·
Griffith ·
Greater Taree ·
Hawkesbury ·
Lake Macquarie ·
Lismore ·
Lithgow ·
Maitland ·
Newcastle ·
Orange ·
Queanbeyan ·
Shellharbour ·
Shoalhaven ·
Sydney (hoofdstad) ·
Tamworth ·
Tanglewood ·
Wagga Wagga ·
Wollongong ·
Wyong